# Lin Ye
Lin Ye (林叶S, Lín YèP; Zhangjiajie, 1º febbraio 1996) è una tennistavolista singaporiana di origine cinese.
Lin ha iniziato a giocare a ping pong all'età di 8 anni. Successivamente si è trasferita a Singapore dove ha ottenuto la cittadinanza nel 2013 tramite il Foreign Sports Talent Scheme. Lin è stata nominata Giovane Giocatore dell'anno nel 2013 e nel 2014.

## Biografia
Lin ha vinto una medaglia d'oro a squadre e una medaglia di bronzo in singolo ai XX Giochi del Commonwealth del 2014.
Il 12 dicembre 2015, Lin ha sconfitto Yui Hamamoto del Giappone conquistando il titolo di singolo U21 nelle ITTF World Tour Grand Finals tenutesi a Lisbona, in Portogallo. Questo è il suo secondo titolo in singolo U21.